# Рене Игита
Хосе́ Рене́ Иги́та Сапа́та (на испански: José René Higuita Zapata) е колумбийски футболен вратар. Един от най-добрите и екстравагантни футболисти от Латинска Америка на този пост. Често се изявява като полеви състезател и голмайстор.
Национален състезател на своята страна в продължение на 12 години (1987—1999). Изпълнител на дузпи и преки свободни удари. Част е от „златното поколение“ колумбийски футболисти от 80-те и 90-те години заедно с Карлос Валдерама, Фреди Ринкон, Адолфо Валенсия, Фаустино Асприля и Лионел Алварес.
Автор е на т.нар. „Удар на скорпиона“
През своята състезателна кариера е отбелязал 41 попадения, което го нарежда на четвърто място в света след вратарите  Рожерио Сени , Хосе Луис Чилаверт и Димитър Иванков.

## Успехи
Атлетико Насионал
- Копа Либертадорес
  - Финалист (1): 1995
- Копа Интерамерикана (1): 1990
- Междуконтинентална купа (1): 1989
- Шампион на Колумбия (2): 1991, 1994

 Колумбия
- Копа Америка
  - Бронзов медал (2): 1993, 1995

## Ударът на скорпиона
Стражът остава завинаги във футболната история с едно спасяване, което по-късно е наречено „Удара на скорпиона“. На 6 септември 1995 г. Англия играе контрола с Колумбия на Уембли. При едно центриране на Джейми Реднап Игита избива топката с два крака зад своя гръб плонжирайки.
| „Ударът на скорпиона“ |
| --------------------- |

## Личен живот

### Връзките му с мафията
През 1993 г. е посредник за получаване на откуп за отвличане при разразилата се нарковойна между наркокартелите на Пабло Ескобар и Карлос Молина срещу комисионна в размер на 64 000 долара. Игита е трябвало да предаде парите за откупа договорени за освобождаването на дъщерята на Молина. Арестуван е и лежи в затвора 7 месеца, което го вади от участие на световното първенство в САЩ 1994.

### Проблеми с наркотиците
На 23 ноември 2004 г. като състезател на еквадорския Аукас и след направени допинг тестове в урината му са открити следи от кокаин. Наказан е с лишаване от състезателни права за срок от три години.

### Участие в Реалити шоу
През 2005 г. Игита взима участие в Реалити шоу за оцеляване (на испански: Una aventura pirata; на английски: The Island of the Famous: A Pirate Adventure), което е подобно на Survivor.

### Пластична операция
Отново през 2005 г. се подлага на пластична операция и променя изцяло външния си вид.